# Пак Ы Ван
Пак Ы Ван, русское имя — Иван Аркадьевич (1911 год, российский Дальний Восток — 1961 год, КНДР) — северокорейский государственный деятель. Член ЦК Трудовой партии Кореи (до ноября 1958 года). Первый министр железных дорог КНДР (до лета 1953 года) и министр лёгкой промышленности (1954—1955).

## Биография
Родился в 1911 году в рабочей семье. В 1933 году получил специальность «инженер-железнодорожник» в Ростовском институте инженеров путей сообщения. В 1937 году депортирован в Среднюю Азию. В 1940 году вступил в ВКП(б). С этого же года находился на различных партийных должностях. С 1945 года — заведующий отделом агитации и пропаганды Янгиюльского райкома партии, позднее — переводчик в Департаменте путей сообщения. В июле 1946 года направлен в Северную Корею для организации железнодорожного сообщения. Был назначен заместителем начальника Департамента путей сообщения и позднее стал первым министром путей сообщения КНДР.
Летом 1953 года назначен заместителем председателя Кабинета министров, заняв эту должность после смерти Хо Га И.
В 1954—1955 годах — министр лёгкой промышленности КНДР.
В 1956 году во время августовского Пленума ЦК ТПК занял нейтральную позицию в борьбе между различными фракциями. В сентябре этого года в Пхеньян был направлена партийная советская делегация во главе с Анастасом Микояном и китайским представителем Пэн Дэхуаем с требованием к Ким Ир Сену восстановить в должности отстранённого Пак Чхан Ока. На следующем внеочередном Пленуме ЦК ТПК Кан Ы Вон, поддерживая требования советской делегации, выступил с речью с критикой руководящей линии Ким Ир Сена. Анастас Микоян и Пэн Дэхуай на этом Пленуме поддержали его выступление.
В ноябре 1956 года Кан Ы Вон обратился в советское посольство с просьбой о возвращении в СССР, однако северокорейские власти не позволили ему выехать из страны. Был арестован в ноябре 1958 года и выведен из состава ЦК ТПК. Был репрессирован. Предположительно умер в 1961 году в лагере для политзаключенных.